# لي هاميلتون
لي هاميلتون (بالإنجليزية: Lee Hamilton)‏ هو مقدم برامج إذاعية أمريكي، ولد في القرن العشرين.

## وصلات خارجية
- الموقع الرسمي